# Kaktusówka
Kaktusówka, sóweczka kaktusowa (Micrathene whitneyi) – gatunek ptaka z rodziny puszczykowatych (Strigidae), jedyny przedstawiciel rodzaju Micrathene. Najmniejszy gatunek sowy. Zamieszkuje Meksyk i południowe USA.

## Morfologia
WyglądMały, smukły ptak o brązowym upierzeniu i z białym pasem nad oczami. Posiada charakterystyczny krótki ogon.
Średnie wymiaryDługość ciała 13,5–14,5 cm

## Podgatunki i zasięg występowania
Wyróżnia się cztery podgatunki M. whitneyi:
- M. w. whitneyi (J. G. Cooper, 1861) – południowo-zachodnie USA i północno-zachodni Meksyk
- M. w. idonea (Ridgway, 1914) – południowy Teksas (USA) do środkowego Meksyku
- M. w. sanfordi (Ridgway, 1914) – Kalifornia Dolna Południowa (Meksyk)
- M. w. graysoni Ridgway, 1886 – wyspa Socorro (na zachód od Meksyku); brak stwierdzeń od 1931 roku, prawdopodobnie wymarł[3]

## Ekologia i zachowanie
BiotopPustynie, górskie lasy, brzegi rzek.
PożywienieŻywi się skorpionami i owadami: ćmami, chrząszczami, pasikonikami. Poluje nocą.
RozmnażanieSamica składa 3–5 jaj i wysiaduje je przez ok. 15 dni.

## Status
Międzynarodowa Unia Ochrony Przyrody (IUCN) uznaje kaktusówkę za gatunek najmniejszej troski (LC – least concern) nieprzerwanie od 1988 roku. Trend liczebności populacji uznawany jest za spadkowy.